# جوليا سوغاوارا
جوليا سوغاوارا هي لاعبة اتحاد الرغبي كندية، ولدت في 27 نوفمبر 1982.